# Cerro Irapa
Cerro Irapa är ett berg i Colombia, på gränsen till Venezuela. Det ligger i den norra delen av landet, 600 km norr om huvudstaden Bogotá. Toppen på Cerro Irapa är 2 370 meter över havet.
Terrängen runt Cerro Irapa är varierad. Runt Cerro Irapa är det glesbefolkat, med 12 invånare per kvadratkilometer. I omgivningarna runt Cerro Irapa växer i huvudsak städsegrön lövskog.